# Браничевская епархия
Браничевская епархия (серб. Браничевска епархиjа) — епархия Сербской Православной Церкви.
Была учреждена архиепископом Евстафием II (1292—1309) при реорганизации и разделении Сербской архиепископии на 15 епархий (упом. на 12-м месте).

## История
Главный город римской провинции Верхняя Мёзия — Виминакий, основанный кельтами, при заселении этих земель славянами был переименован в Браничево, с IV века стал епископской кафедрой.
В 1219 году при учреждении святителем Саввой I Сербским автокефальной Сербской архиепископии Браничево ещё не входило в её юрисдикцию. Первый известный по имени архиерей Браничевской епархии митрополит Моисей упомянут в дарственной грамоте 1318 года короля Милутина Баньскому монастырю. Второй епископ — Иосиф назван в Загребском Синодике Православия последней четверти XIV века и, как предполагается, занимал кафедру до учреждения в Сербской православной церкви Патриаршества в 1346 году, когда Браничевская епархия была возведена в ранг митрополии. В 1380—1390 годы митрополией управлял митрополит Михаил, с 1416 года — архиепископ Вениамин, который, видимо, последний из архиереев занимал кафедру в церкви святого Николая в Браничеве. В 1428—1430 годы, при деспоте Георгие Бранковиче, сербская столица и кафедра Браничевской епархии были перенесены в новопостроенный Смедерево на Дунае. После завоевания Сербии турками не сохранилось точных сведений об архиереях Браничевской епархии, вероятно, она была вскоре упразднена.
После окончания первой мировой войны и возобновления Патриаршества в Сербской церкви 30 августа 1921 года было принято решение о восстановлении Браничевской епархии с центром в Пожареваце в границах Голубацкого, Деспотовацкого, Млавского, Моравского, Парачинского, Пожаревацкого, Рамского, Ресавского и Хомольского районов.
В 1922—1930 годы Браничевской епархией управлял епископ Митрофан (Раич). При епископе Иоанне (Иличе), находившемся на кафедре в 1932—1934 годы, на основании нового Устава СПЦ была проведена реорганизация епархии, начал издаваться епархиальный «Браничевский вестник». Епископ Вениамин (Таушанович), занимавший кафедру в 1934—1952 годы, вёл активное строительство храмов, учредил газету «Святосавский путь», создал епархиальный союз христианских объединений.
Во время второй мировой войны Браничевская епархия принимала священников-беженцев, в мононастырях были устроены дома-приюты. После смерти епископа Вениамина правящим архиереем Браничевской епархии стал епископ Хризостом (Войнович) (1952—1989), при котором было освящено 30 новых храмов, 85 приходских домов и 13 монастырских корпусов, особое внимание он уделял подготовке священнических кадров и развитию монастырей.
С 1989 по 1993 год Браничевской епархией управлял епископ Савва (Андрич), с 1994 года на кафедре пребывает епископ Игнатий (Мидич).

## Современное состояние
В настоящее время Браничевская епархия объединяет 127 церковных общин Смедерева, Велика-Планы, Велико-Градиште, Голубаца, Деспотоваца, Жабари, Жагубицы, Кучева, Мало-Црниче, Парачина, Петроваца-на-Млави, Пожареваца, Свилайнаца и Чуприи, имеет 167 приходов, на которых служат 158 священников. В 15 монастырях (2 мужских и 13 женских) несут послушания 24 монаха, 7 послушников, 103 монахини и 9 послушниц.
Издается епархиальный журнал «Соборность».

## Монастыри
- Монастырь Брадача с храмом Благовести Пресвятой Богородице — Кула
- Монастырь Витовница с храмом Успења Пресвятой Богородице — Мелница
- Монастырь Горняк с храмом Ваведења Пресвятой Богородице — Крепољин
- Монастырь Заова с храмом святых архангелов Михаила и Гаврила — Велико Село
- Монастырь Златенац с храмом святых бессребюреников Космы и Дамиана — Свилајнац
- Монастырь Копорин с храмом Св. Архиђакона Стефана — Велика Плана
- Монастырь Манасия с храмом Святой Тројце — Деспотовац
- Монастырь Мильково с храмом Ваведења ПреСвятой Богородице — Свилајнац
- Монастырь Нимник с храмом Св. Оца Николаја — Мијаиловац
- Монастырь Покайница с храмом брвнаром Св. Оца Николаја — Велика Плана
- Монастырь Радошин с храмом Успења ПреСвятой Богородице — Радошин
- Монастырь Раваница с храмом Вазнесења Господњег — Сење
- Монастырь Рукумија с храмом Св. Оца Николаја — Костолац
- Монастырь Сисоевац с храмом Христовог Преображења — Сењски Рудник
- Монастырь Тршка Црква с храмом Рођења Богородице — Вуковац
- Монастырь Томић с храмом Св. Апостола Томе — Војска
- Монастырь Добреш с храмом Свером Николи
- Монастырь Туман с храмом Светог Архангела Гаврила — Голубац
- Монастырь Решковица с храмом Св. Апостолима — Ждрело — Шетоње
- Монастырь Свете Тројице — Ждрело — Шетоње
- Монастырь Света Петка с храмом Преподобне Мајке Параскеве — Доња Мутница

## Иерархи
- Власий (уп. 1203)
- Иаков
- Порфирий
- Иоанникий
- Моисей (уп. 1316)
- Иосиф (уп. 1346)
- Михаил
- Вениамин (уп.1418)
- Саватий (?-1434)
- Антоний
- Василий
- Афанасий (1439- 27 марта 1456)
- Арсений (1456 — 7 декабря 1463)
- Захария (уп. 1562—1566)
- Авраамий
- Софроний (уп.1609 — 24 ноября 1615)
- Иосиф (уп. 1616)
- Сильвестр (1619 — уп.1628)
- Евстафий (1642)
- Василий (1642—1643, 1650—1654)
- Гавриил (1643)
- Николай (1643—1650 и 1654-)
- Феодосий (1654)
- Никодим (1667-?)
- Михаил (?-1682)
- Иоанникий (1682—1689) (1689—1702 в изгнании)

упразднена 1689—1921
- Митрофан (Раич) (29 января 1922 — 24 января 1930)
- Иоанн (Илич) (13 февраля 1930 — 7 октября 1934) до 23 января 1932 — в/у, еп. Захумско-Герцеговинский; c 13 июня 1933 — в/у, еп. Нишский
- Вениамин (Таушанович) (7 октября 1934 — 28 мая 1952)
- Хризостом (Войнович) (15 июня 1952 — 24 сентября 1989)
- Савва (Андрич) (17 ноября 1991 — 2 декабря 1993) в/у с 1989
- Хризостом (Столич) (декабрь 1993 — 26 июня 1994) в/у, еп. Банатский
- Игнатий (Мидич) (26 июня 1994 — настоящее время)